# Gonneville-sur-Honfleur
Gonneville-sur-Honfleur – miejscowość i gmina we Francji, w regionie Normandia, w departamencie Calvados.
Według danych na rok 1990 gminę zamieszkiwało 718 osób, a gęstość zaludnienia wynosiła 84 osoby/km² (wśród 1815 gmin Dolnej Normandii Gonneville-sur-Honfleur plasuje się na 315. miejscu pod względem liczby ludności, natomiast pod względem powierzchni na miejscu 607.).